# Harpinia mucronata
Harpinia mucronata är en kräftdjursart som beskrevs av Sars 1879. Harpinia mucronata ingår i släktet Harpinia och familjen Phoxocephalidae. Arten har ej påträffats i Sverige. Inga underarter finns listade i Catalogue of Life.